# Django CMS
django CMS是一个自由开源的内容管理系统平台，用于在万维网和内部网上发布内容。 它是用Django语言框架编写，程序语言為Python编写。  

## 历史
django CMS 1.0由Thomas Steinacher创建。 
django CMS 2.0完全由Patrick Lauber重写系统，它本身基于django-page-cms的分支。 
django CMS 3.0于2013年发布。 
django CMS由瑞士软件公司Divio AG提供支持。 
它由全职开发人员和开源社区成员（完整的贡献者列表（页面存档备份，存于） ）组成的团队维护。 
截至2016年6月10日  ，django CMS 3.0与Django 1.8和1.7兼容。 
截至2016年9月15日，django CMS 3.4引入了长期支持（LTS）发布周期。 
截至2018年3月5日，django CMS 3.5引入结构板与页面渲染分离，并提供站点之间的页面复制，兼容Django 1.8到1.11 
截至2019年1月29日，django CMS 3.6引入了Django 2.0和2.1支持 

## 翻译
django CMS默认处理多语言内容，其管理界面支持多种语言。 
Transifex用于管理项目的翻译。  翻译的当前状态可以在这里（页面存档备份，存于）找到。 

## 特征
前端编辑
编辑页面中的存在的所有插件。
可重复使用的插件
在您自己的应用程序中使用django CMS插件。
灵活的插件架构
使用各种插件构建灵活的页面。
搜索引擎优化
页面结构针对索引进行了优化。
编辑工作流程
发布和批准的工作流程。
许可管理
为不同用户设置特定权限。
版本
页面的每个修改将被保存。 您可以恢复到任何您想要的状态。
Multisites
通过同一管理界面管理多个网站。
多语言
支持不同的语言（即 阿拉伯文，中文或俄文）
应用（应用）
将应用程序添加到CMS的不同页面。
媒体资产经理（MAM）
允许您管理所有类型的资产（图片，PDF，视频和其他文档）。

## 參看
- 内容管理系统
- 内容管理系统列表

## 用途
- Canonical ，适用于Ubuntu 开发人员门户网站（页面存档备份，存于）和Ubucon（页面存档备份，存于）网站
- NASA在他们的网站上飞行机会（页面存档备份，存于）
- 梅赛德斯 - 奔驰在他们的网站梅赛德斯奔驰一级方程式赛车（页面存档备份，存于）
- Stadler Rail在他们的网站上（页面存档备份，存于）
- APG SGA（德语；法语）  （以前的Affichage）在他们的网站上（页面存档备份，存于）
- PBS Arts在他们的网站上（页面存档备份，存于）
- 他们网站上的解放 （页面存档备份，存于）
- 盐（页面存档备份，存于） （原Orange瑞士）在他们的网站上（页面存档备份，存于）
- L'Oréal在他们的网站Men Expert（页面存档备份，存于） l site

## 註腳
1. ↑  . 2023年4月25日  [2023年5月5日].
2. ↑  . django-cms.org.   [2018-03-18]. （原始内容存档于2019-09-24）.
3. ↑  . djangopackages.com.   [2015-12-21]. （原始内容存档于2015-12-22）.
4. ↑  . github.com.   [2009-11-17]. （原始内容存档于2019-09-24）.
5. ↑  . django-cms.org.   [2018-03-18]. （原始内容存档于2019-09-24）. — a list of developers, and tools used.